# El Porvenir, Teopisca
El Porvenir är en ort i Mexiko.   Den ligger i kommunen Teopisca och delstaten Chiapas, i den sydöstra delen av landet, 800 km öster om huvudstaden Mexico City. El Porvenir ligger 1 804 meter över havet och antalet invånare är 471.
Terrängen runt El Porvenir är kuperad åt nordost, men åt sydväst är den bergig. Runt El Porvenir är det ganska tätbefolkat, med 104 invånare per kvadratkilometer. Närmaste större samhälle är Teopisca, 1,6 km sydväst om El Porvenir. I omgivningarna runt El Porvenir växer huvudsakligen savannskog.